# آویگدور کاهالانی
آویگدور کاهالانی (انگلیسی: Avigdor Kahalani؛ زادهٔ ۱۶ ژوئن ۱۹۴۴) سیاست‌مدار و سرتیپ بازنشسته نیروهای دفاعی اسرائیل است، که در فاصله سال‌های ۱۹۹۶ تا ۱۹۹۹ به‌عنوان وزیر امنیت ملی اسرائیل فعالیت می‌کرد و از ۱۹۹۲ تا ۱۹۹۹ از اعضای کنست بود.
کاهالانی فعالیت نظامی را از سال ۱۹۶۲ در سپاه زرهی اسرائیل آغاز کرد، از ۱۹۷۳ تا ۱۹۷۵ در خلال جنگ یوم کیپور فرماندهی گردان ۷۷ تانک را برعهده داشت، در فاصله سال‌های ۱۹۷۵ تا ۱۹۷۷ فرمانده تیپ ۷ زرهی هاتیفا شیوا بود و از ۱۹۷۷ تا ۱۹۷۸ به‌عنوان جانشین فرمانده لشکر ۱۳۱ ذخیره فعالیت می‌کرد. 
وی از ۱۹۷۹ تا ۱۹۸۰ جانشین فرمانده لشکر ۲۱۰ باشان و از ۱۹۸۰ تا ۱۹۸۱ فرمانده لشکر باشان بود، از ۱۹۸۱ تا ۱۹۸۳ فرماندهی لشکر ۳۶ زرهی گاش را برعهده داشت، در فاصله سال‌های ۱۹۸۳ تا ۱۹۸۶ به‌عنوان فرمانده کالج فرماندهی و ستاد اسرائیل فعالیت می‌کرد و از ۱۹۸۶ تا ۱۹۸۹ جانشین فرمانده ستاد نیروهای میدانی بود.